# Batu Hun
Batu Hun är en ö i Indonesien.   Den ligger i provinsen Nusa Tenggara Timur, i den sydöstra delen av landet, 1 900 km öster om huvudstaden Jakarta.
Terrängen på Batu Hun är varierad.  Omgivningarna runt Batu Hun är huvudsakligen savann.